# Echinotheridion levii
Echinotheridion levii is een spinnensoort in de taxonomische indeling van de kogelspinnen (Theridiidae).
Het dier behoort tot het geslacht Echinotheridion. De wetenschappelijke naam van de soort werd voor het eerst geldig gepubliceerd in 1999 door M. J. Ramírez & José Valentín Herrera González.